# 17015 Shriyareddy
A 17015 Shriyareddy (ideiglenes jelöléssel (17015) 1999 CN117) a Naprendszer kisbolygóövében található aszteroida. A LINEAR projekt keretében fedezték fel 1999. február 12-én.